# ام (جیمز باند)
ام (به انگلیسی: M) عنوان شغلی مستعار برای رؤسای سرویس اطلاعات مخفی بریتانیا یا ام‌آی۶ است که در فیلم‌ها و رمان‌های جیمز باند نوشتهٔ ایان فلمینگ به‌کار می‌رود. فلمینگ این شخصیت را بر پایهٔ شناختش از افرادی که فرماندهی بخش‌های مختلف سرویس اطلاعات مخفی بریتانیا را برعهده داشتند، خلق کرد.
استفاده از حروف انگلیسی به‌عنوان نام مستعار برای افسران ارشد سرویس مخفی بریتانیا در زمان کاپیتان منسفیلد کومینگ (اولین رئیس سازمان) رایج شد. او که خودش افسر نیروی دریایی بریتانیا بود، اسم مستعار سی (به انگلیسی: C) را برگزیده‌بود.
ام در رمان‌های فلمینگ و هفت نویسنده ادامه‌دهندهٔ داستان‌های جیمز باند ظاهر شده و همچنین در ۲۴ فیلم ساخته‌شده توسط مجموعهٔ ایون پروداکشنز حضور داشته‌است. ام در این فیلم‌ها توسط چهار بازیگر مختلف به تصویر کشیده شده‌است: برنارد لی، رابرت براون، جودی دنچ و ریف فاینز. در دو فیلم ساخته‌شده توسط شرکت‌های مستقل، نقش ام را جان هیوستون، دیوید نیون و ادوارد فاکس ایفا کردند.